# 東海村
東海村（とうかいむら）は、茨城県県央地域の村。那珂郡に属する。

## 概要
全国の村では、沖縄県中頭郡読谷村に次いで2番目に人口が多い。また、人口密度も村としては4番目に高く茨城県条例による町制施行要件は満たしている。茨城県内にある村は、本村と稲敷郡美浦村の2村のみである。また、県内の住みやすさランキング（2021年度）では、2位になった。
日本国内で原子力の火が灯った最初の村である。1957年（昭和32年）に日本原子力研究所（当時）東海研究所が設置され、日本最初の原子炉であるJRR-1が臨界に達して以来、多くの原子力関連施設が集積することとなった。現在も日本原子力研究開発機構、日本原子力発電東海発電所・東海第二発電所など多くの原子力施設が村内に所在し、近隣市町をあわせた、茨城県の太平洋沿岸部は日本の原子力産業の拠点となっている。1999年（平成11年）9月30日には、東海村JCO臨界事故が発生し作業員2人が死亡するなど、様々な影響があった。

## 地勢
水戸市から北東へ約15kmの距離にあり、東は太平洋に面し、西は那珂市、南はひたちなか市、北は久慈川を境に日立市に接している。常陸台地の北端に位置する一帯で、久慈川の南側と真崎浦、細浦などの低地は沖積層で、水田地帯となっている。一方、台地は洪積層で、畑地と平地林が広がり、東へ緩やかに傾斜したその先端が砂丘となっている。砂丘は現在、防砂林として活用されているほか、日本原子力研究開発機構、日本原子力発電株式会社などの敷地となっている。

## 歴史

### 村名の由来
藤田東湖の『正気歌』にある「…卓立東海浜」による。1955年（昭和30年）の発足時の新命名。1948年（昭和23年）には、村松村石神村組合立による東海中学校が設立されており、東海村が成立する前から、当地において「東海」の名称が採用されている。

### 沿革
- 平安時代 - 久慈郡に属し、美和郷、神崎郷とよばれた。
- 1594年（文禄3年） - 豊臣秀吉の検地以後は、那珂郡に属するようになる。
- 1602年（慶長7年） - 佐竹氏が秋田藩に移り、水戸徳川家の支配下に入る。
- 1898年（明治31年）4月1日 - 石神駅（現在の東海駅）が開業。
- 1955年（昭和30年）3月31日 - 町村合併促進法によって村松村と石神村が合併し、東海村が発足[2]。
- 1956年（昭和31年）4月6日 - 日本原子力研究所の設置が決定[3]。反対運動が起きる[4]。
- 1966年（昭和41年）7月25日 - 日本原子力発電株式会社 東海発電所営業運転開始[3]。
- 1973年（昭和48年） - 水戸対地射爆撃場（現：ひたちなか地区）返還[3]。
- 1990年（平成2年）3月1日 - 一部を勝田市（現在のひたちなか市）に編入（境界変更）。
- 1999年（平成11年）
  - 9月30日 - 村内にあるジェー・シー・オーの核燃料加工施設で臨界事故が発生。
  - 常陸那珂港北ふ頭に定期航路開設[3]。
- 2003年（平成15年） - 常陸那珂火力発電所第一号機運転開始[3]。
- 2009年（平成21年）3月29日 - 常磐自動車道 東海スマートインターチェンジ供用開始[3]。
- 2012年（平成24年）10月1日 - 「東海村自治基本条例」を制定[3][5]。
- 2020年（令和2年）4月13日 - 新型コロナウイルス感染症の拡大に伴い、翌月にかけて公立小中学校の臨時休校が行われる[6]。

### 行政区域変遷
- 変遷の年表

| 東海村村域の変遷（年表） | 東海村村域の変遷（年表） | 東海村村域の変遷（年表） |
| 年                       | 月日                     | 現東海村村域に関連する行政区域変遷 |
| ------------------------ | ------------------------ | --- |
| 1889年（明治22年）       | 4月1日                   | 町村制施行により、以下の村がそれぞれ発足。 - 石神村 ← 亀下村・竹瓦村・石神内宿村・石神外宿村・舟石川村 - 村松村 ← 村松村・石神白方村・石神豊岡村・須和間村・船場村・照沼村 |
| 1955年（昭和30年）       | 3月31日                  | 村松村と石神村が合併し、東海村が発足。 |

- 変遷表

| 東海村村域の変遷表 | 東海村村域の変遷表 | 東海村村域の変遷表 | 東海村村域の変遷表  | 東海村村域の変遷表     | 東海村村域の変遷表 | 東海村村域の変遷表 |
| 1868年 以前        | 1868年 以前        | 明治22年 4月1日    | 明治22年 - 昭和19年 | 昭和20年 - 昭和64年    | 平成元年 - 現在    | 現在               |
| ------------------ | ------------------ | ------------------ | ------------------- | ---------------------- | ------------------ | ------------------ |
|                    | 亀下村             | 石神村             | 石神村              | 昭和30年3月31日 東海村 | 東海村             | 東海村             |
|                    | 竹瓦村             | 石神村             | 石神村              | 昭和30年3月31日 東海村 | 東海村             | 東海村             |
|                    | 石神内宿村         | 石神村             | 石神村              | 昭和30年3月31日 東海村 | 東海村             | 東海村             |
|                    | 石神外宿村         | 石神村             | 石神村              | 昭和30年3月31日 東海村 | 東海村             | 東海村             |
|                    | 舟石川村           | 石神村             | 石神村              | 昭和30年3月31日 東海村 | 東海村             | 東海村             |
|                    | 村松村             | 村松村             | 村松村              | 昭和30年3月31日 東海村 | 東海村             | 東海村             |
|                    | 石神白方村         | 村松村             | 村松村              | 昭和30年3月31日 東海村 | 東海村             | 東海村             |
|                    | 石神豊岡村         | 村松村             | 村松村              | 昭和30年3月31日 東海村 | 東海村             | 東海村             |
|                    | 須和間村           | 村松村             | 村松村              | 昭和30年3月31日 東海村 | 東海村             | 東海村             |
|                    | 船場村             | 村松村             | 村松村              | 昭和30年3月31日 東海村 | 東海村             | 東海村             |
|                    | 照沼村             | 村松村             | 村松村              | 昭和30年3月31日 東海村 | 東海村             | 東海村             |

## 人口
| |                                        |  |
| 東海村と全国の年齢別人口分布（2005年） | 東海村の年齢・男女別人口分布（2005年） |  |
| ■紫色 ― 東海村 ■緑色 ― 日本全国 | ■青色 ― 男性 ■赤色 ― 女性              |  |
| 東海村（に相当する地域）の人口の推移 \| 1970年（昭和45年） \| 18,960人 \| \| \| 1975年（昭和50年） \| 25,151人 \| \| \| 1980年（昭和55年） \| 29,197人 \| \| \| 1985年（昭和60年） \| 31,065人 \| \| \| 1990年（平成2年） \| 31,557人 \| \| \| 1995年（平成7年） \| 32,727人 \| \| \| 2000年（平成12年） \| 34,333人 \| \| \| 2005年（平成17年） \| 35,450人 \| \| \| 2010年（平成22年） \| 37,438人 \| \| \| 2015年（平成27年） \| 37,713人 \| \| \| 2020年（令和2年） \| 37,891人 \| \| |                                        |  |
| 総務省統計局 国勢調査より |                                        |  |
| 1970年（昭和45年） | 18,960人                               |  |
| 1975年（昭和50年） | 25,151人                               |  |
| 1980年（昭和55年） | 29,197人                               |  |
| 1985年（昭和60年） | 31,065人                               |  |
| 1990年（平成2年） | 31,557人                               |  |
| 1995年（平成7年） | 32,727人                               |  |
| 2000年（平成12年） | 34,333人                               |  |
| 2005年（平成17年） | 35,450人                               |  |
| 2010年（平成22年） | 37,438人                               |  |
| 2015年（平成27年） | 37,713人                               |  |
| 2020年（令和2年） | 37,891人                               |  |

村ではあるが行方市、高萩市、潮来市および一部の町より人口が多い。

## 行政

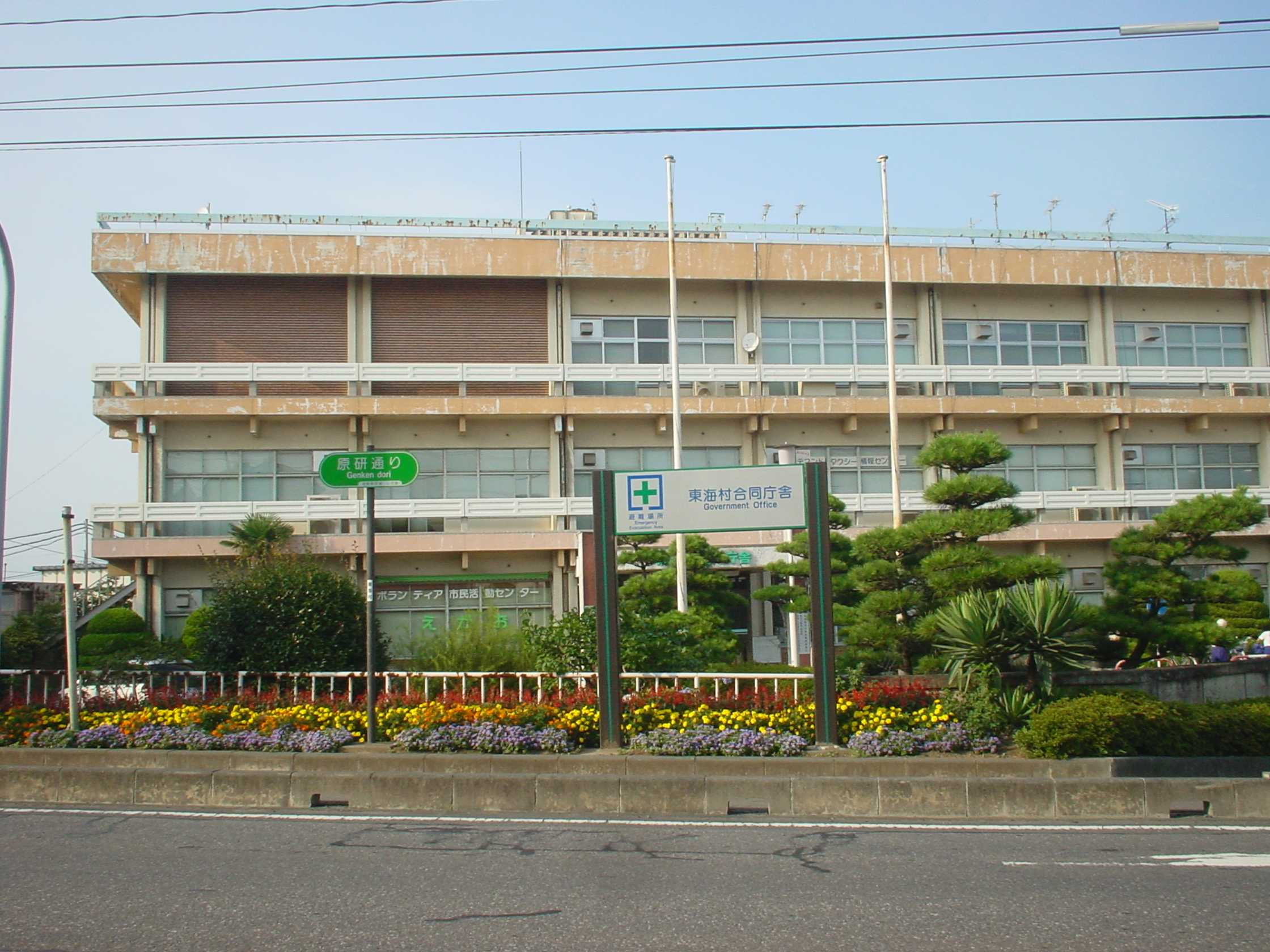
旧 東海村役場

- 村長 山田修

## 議会

### 東海村議会
2024年9月30日現在
- 定数：18
- 議長：河野健一
- 副議長：寺門定範

### 茨城県議会
（出典：）
- 選挙区：東海村選挙区[10]
- 任期：2023年1月8日 - 2027年1月7日[11]
- 投票日：2022年12月11日[11]
- 当日有権者数：31,368人[12]
- 投票率：35.10%[12]

| 候補者名   | 当落 | 年齢 | 党派名     | 新旧別 | 得票数  | 備考             |
| ---------- | ---- | ---- | ---------- | ------ | ------- | ---------------- |
| 下路健次郎 | 当   | 50   | 自由民主党 | 現     | 8,255票 | 推薦：公明党本部 |
| 川崎篤子   | 落   | 69   | 日本共産党 | 新     | 2,494票 |                  |

### 衆議院
（出典：）
- 選挙区：茨城5区 （日立市、高萩市、北茨城市、東海村）
- 任期：2024年10月27日 - 2028年10月26日[15]
- 当日有権者数：31,538人
- 投票率：55.34％

| 当落 | 候補者名 | 年齢 | 所属党派   | 新旧別 | 得票数  | 重複 |
| ---- | -------- | ---- | ---------- | ------ | ------- | ---- |
| 当   | 浅野哲   | 42   | 国民民主党 | 前     | 8,769票 | ○    |
|      | 石川昭政 | 52   | 自由民主党 | 前     | 6,861票 | ○    |
|      | 千葉達夫 | 42   | 日本共産党 | 新     | 1,406票 |      |

※当日有権者数、投票率、得票数は東海村の結果のみを抽出した。

## 産業
- 農業
  - 特産はサツマイモで、イモゾーという愛称のゆるキャラを作るなどPRを前面に押し出している。
- 常陸那珂火力発電所
- 原子力産業：電源開発上重要であり、村もその政策で存立している。催し物も原子力関連にまつわるものがある。

原子力産業
- 国立研究開発法人 日本原子力研究開発機構（旧日本原子力研究所及び旧核燃料サイクル開発機構が統合）
- 日本原子力発電
  - 東海発電所（1998年運用終了）
  - 東海第二発電所

## 姉妹都市
- アイダホフォールズ市（アメリカ合衆国 アイダホ州）
  - 1981年7月3日姉妹都市盟約締結[16]。

## 学校
- 大学
  - 東京大学大学院工学系研究科原子力専攻（専門職大学院）
  - 総合研究大学院大学 東海キャンパス
- 高等学校
  - 茨城県立東海高等学校
- 中学校
  - 東海村立東海中学校
  - 東海村立東海南中学校
- 小学校
  - 東海村立石神小学校
  - 東海村立白方小学校
  - 東海村立村松小学校
  - 東海村立舟石川小学校
  - 東海村立中丸小学校
  - 東海村立照沼小学校

## 交通

### 鉄道
- 東日本旅客鉄道
  - ■常磐線
    - 東海駅

### 路線バス
- 茨城交通

### 高速バス
- 東海・勝田 - 東京駅（茨城交通）
- 日立・東海・勝田・水戸 - 羽田空港（茨城交通）
- 日立・東海・勝田・水戸 - 成田空港（ローズライナー、茨城交通・千葉交通）
- 日立駅・東海駅・勝田営業所・勝田駅・水戸駅・赤塚駅・石岡BS・つくばセンター - 名古屋駅（茨城交通）※2023年4月現在運休中。

### 道路
- 高速道路
  - 常磐自動車道
    - 東海PA/スマートIC
- 一般国道
  - 国道6号（陸前浜街道）
    - 北方面 - 日立・高萩・北茨城・いわき・南相馬・相馬・仙台
    - 南方面 - ひたちなか・水戸・石岡・土浦・取手・柏・東京

  - 国道245号
    - 北方面 - 日立・国道6号
    - 南方面 - ひたちなか市・国道51号・大洗・鹿嶋
- 都道府県道
  - 茨城県道31号瓜連馬渡線
  - 茨城県道62号常陸那珂港山方線
  - 茨城県道62号常陸那珂港山方線
  - 茨城県道247号常陸海浜公園線
  - 茨城県道285号東海停車場線
  - 茨城県道358号日立東海線

### 港湾
- 茨城港常陸那珂港区（中核国際港湾・重要港湾）

## 東海村を舞台とした作品
- 「ゴジラ2000 ミレニアム」（1999年）
- 「ゴジラ×メガギラス G消滅作戦」（2000年）
- 「太陽を盗んだ男」(1979年)…主人公が東海村にある原子力施設に忍び込み、プルトニウムを入手して原子爆弾を自作するというストーリー。ロケーションは別の場所で行われた。
- 「万事快調」(読み：オールグリーンズ)…波木銅の小説

## 観光地
- 村松山虚空蔵堂
- 「東海十二景」として1991年に選定された以下の各所[17]

1.「稲荷社杉風」(いなりしゃさんぷう)
- 船場稲荷神社

2.「阿漕ヶ浦夜桜」(あこぎがうらやおう)
- 阿漕ヶ浦公園

3.石神城春草(いしがみじょうしゅんそう)
- 石神城址公園

4.白方溜螢影(しらかたためけいえい)
- 白方公園

5.久慈川河口緑波(くじかわかこうりょくは)
- 久慈川河口周辺

6.細浦青畝(ほそうらせいほ)
- 細浦周辺

7.願船寺晩鐘(がんせんじばんしょう)
- 願船寺

8.冨士社晩霞(ふじしゃばんか)
- 富士神社

9.如意輪寺秋月(にょいりんじしゅうげつ)
- 如意輪寺

10.真崎浦夕照(まさきうらせきしょう)
- 真崎浦

11.住吉社寒霜(すみよししゃかんそう)
- 住吉神社

12.村松晴嵐(むらまつせいらん)
- 村松晴嵐の碑(水戸八景のひとつ)

## 著名な出身者
- 橋本昌（前茨城県知事）
- 田口洋美（民俗学者）
- 小林康剛（元サッカー選手、ファジアーノ岡山）
- 小林久晃（元サッカー選手、サガン鳥栖）
- 吉村真晴（卓球選手）
- 村松茂清（和算家、日本で最初に円周率を、数学的に正しく計算した人物）
- 上野耕平（サクソホン奏者、昭和音楽大学非常勤講師）
- 田口彩夏（北海道テレビ放送アナウンサー）
- 須藤健吾（NHKアナウンサー）
- 酒井葉子  (女優)